# سفارت بریتانیا در مسکو
سفارت بریتانیا در مسکو (به لاتین: Embassy of the United Kingdom) یک منطقهٔ مسکونی و نمایندگی سیاسی این کشور در روسیه است که در منطقه آربات واقع شده‌است.